# Intenzív mennyiség
Az intenzív mennyiség olyan fizikai mennyiség, amelyeknek az értéke a rendszer mennyiségétől – amely a kémiában az alkotó részecskék számával arányos – független. Ezzel szemben az extenzív mennyiség függ a rendszer mennyiségétől, nagyságától.
- Az intenzív mennyiségek kiegyenlítődőek, s így meghatározó jellemzői az egyensúlynak.
- Az intenzív mennyiségek hajtóerőként viselkednek a hozzájuk rendelt extenzív mennyiség áramlása számára.

## Intenzív mennyiségek jellemzése
A fizikai mennyiségek egy része intenzív sajátságú. Például: a hőmérséklet, a nyomás, a feszültség, a sűrűség, a fajlagos ellenállás, a felületi feszültség, a moláris térfogat és minden egyéb fajlagos és moláris mennyiség stb. 
Az extenzív mennyiségből intenzív mennyiség képződik, ha azt tömegegységre, vagy az anyag anyagmennyiség egységére vonatkoztatjuk. Első esetben fajlagos fizikai mennyiséget, második esetben moláris mennyiséget kapunk. Szintén intenzívvé válik az extenzív mennyiség, ha azt hossz-, keresztmetszet- (felület-), vagy térfogategységre vonatkoztatjuk. 
Például a térfogat extenzív mennyiség. Ha az anyag térfogatát tömegegységre vonatkoztatjuk (elosztjuk a tömegével), a fajlagos térfogatot, ha az anyagmennyiségre vonatkoztatjuk (elosztjuk az anyagmennyiségével), akkor a moláris térfogatot kapjuk. Mindkét fizikai mennyiség intenzív sajátság. Az erő szintén extenzív sajátság. Ha területegységre vonatkoztatjuk, feszültséget, (vagy nyomást) kapunk, amelyek már intenzív mennyiségek.
Az intenzív fizikai mennyiségek nem additív tulajdonságúak. Ez azt jelenti, hogy ha például két rendszert egyesítünk, akkor a sajátságértékek nem adódnak össze, hanem az új rendszerben az adott sajátság súlyozott számtani átlagként számítható. 
Példa: Ha az egyik rendszer hőmérséklete T1, a moláris tömege M1, másiké T2, és M2, akkor e sajátságok – ideális viselkedést feltételezve – az egyesített rendszerben:
{\displaystyle T=wT_{1}+\ (1-w)T_{2}},
{\displaystyle M=xM_{1}+\ (1-x)M_{2}},
összefüggéssel számíthatók, ahol az új rendszerben
w  a tömegtört (százszorosa a tömegszázalék), 
x  a móltört.
Az intenzív mennyiségeknek fontos szerepük van a rendszerekben önként lejátszódó folyamatok szempontjából. Ha ugyanis egy intenzív fizikai mennyiség rendszeren belüli eloszlása nem homogén, akkor a rendszeren belül önként olyan áram (tömeg-, térfogat-, anyagmennyiség-, elektromos töltés-, impulzusáram) indul meg, amely az adott fizikai mennyiség kiegyenlítődéséhez vezet (transzportfolyamatok).